# Via Venti Settembre (Roma)
Via Venti Settembre (o XX Settembre) è una strada di Roma che collega via delle Quattro Fontane al piazzale di Porta Pia.

## Storia

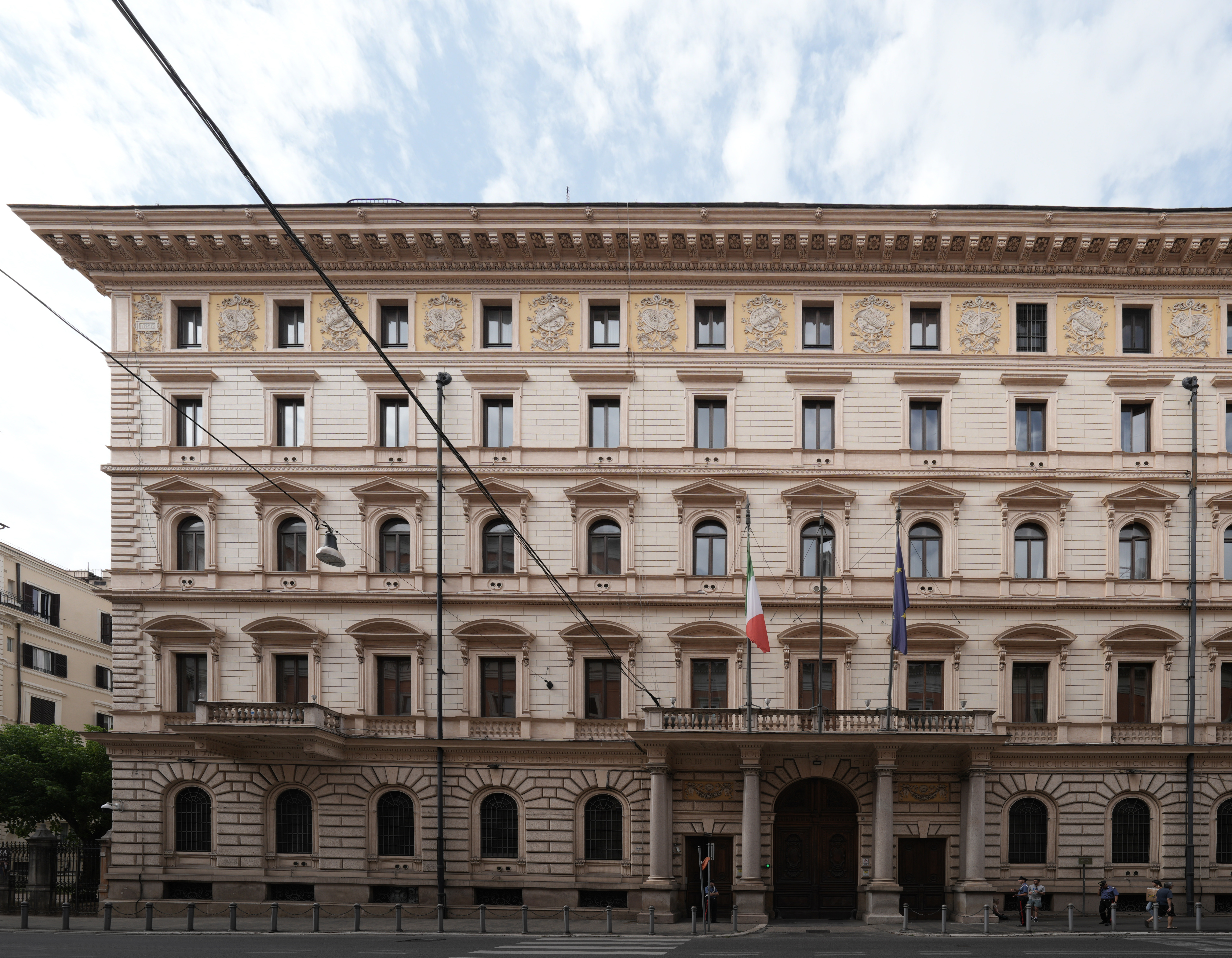
Palazzo Baracchini, sede del Ministero della difesa

Il nome ricorda la breccia di Porta Pia del 20 settembre 1870, attraverso la quale i bersaglieri entrarono nella città capitolina, e fu proposto al consiglio comunale di Roma con delibera n. 16 del 30 novembre 1871, rinominando la vecchia via Porta Pia, che correva interamente nel R. I Monti (allora maggiormente esteso).
La strada, in precedenza indicata come via che da Montecavallo va alla Porta Nomentana, corrisponde a sua volta all'antica Alta Semita, che attraversa tutto il colle Quirinale. Lo stradone fu aperto da papa Pio IV in corrispondenza di Porta Pia, da cui il nome strada Pia, che mantenne fino al 30 novembre 1871.
Lungo la via hanno sede tre ministeri della Repubblica Italiana: il Ministero della difesa nel palazzo Baracchini, il Ministero delle politiche agricole alimentari e forestali nel palazzo dell'Agricoltura e il Ministero dell'economia e delle finanze nel palazzo delle Finanze.